# Phép thuật tình yêu
Mon Garn Bandan Ruk  (tên tiếng Thái: มนตร์กาลบันดาลรัก, tên tiếng Việt: Phép thuật tình yêu) là bộ phim truyền hình Thái Lan phát sóng vào năm 2019. Phim phát sóng trên kênh Channel 7 (CH7) với sự tham gia của Mick Tongraya và Maylada Susri.

## Nội dung
Namneung, một phóng viên trẻ nhiệt huyết với công việc. Tuy nhiên, trong thời gian qua công làm việc không được tốt và còn mâu thuẫn với mẹ khiến cuộc sống trở nên tồi tệ. Sau khi gặp một người phụ nữ bí ẩn, mọi thứ xung quanh cô thay đổi chóng mặt, Namneung thức dậy với một chàng trai lạ, anh ta thì thầm với cô. Đứng trước gương, cô thấy mái tóc mình dài kỳ lạ và bắt đầu cho một hành trình mới.
Cô tìm thấy tờ báo và nhận ra mình đang ở trong tương lai. Tuy nhiên, bất ngờ lớn hơn nữa đang chờ đợi cô, đó là đối diện với chồng mình, anh chàng Songklot đẹp trai và ga lăng. Cô ấy bị sốc vì Songklot hoàn toàn không phải là mẫu người của cô ấy. Nhìn vào album cưới và thấy cô dâu thật hạnh phúc, Namneung thật sự rất kinh ngạc, không hiểu vì sao mình lại yêu và kết hôn với người đàn ông như vậy, đồng thời cố gắng tìm cách quay lại.

## Diễn viên
- Mick Tongraya as Songklot / Aoey
- Maylada Susri as Namneung / Diew
- Chawinvut Kongtoranin as Charlie
- Saranya Chunhasart as Yada / Yim
- Kanya Rattanapetch as Dara
- Poolaphat Attapanyapol as Om
- Natchayakarn Pagwhan as Wanwarangsri
- Tunsinee Promsut as Poom
- Sarut Suwanpakdee as Sathit
- Pobsil Tosakun as Character Name
- Sweden Tasanon as Character Name
- Punpun Parksicha as Character Name
- Inthira Charoenpura as Manaswee / Bam
- Pasin Sritham as Withu
- Duangdao Jarujinda as Yok
- Rachaya Rakkasikorn as Character Name
- Tik Shiro as Character Name
- Ittikorn Satutam as Thawee
- Aisoon Maidarn as Sumet
- Sutita Gatetanon as Sawarot
- Atchara Thongthep as Tassika

## Ca khúc nhạc phim
- แค่จำได้ว่ารักกัน / Kae Jum Dai Wah Ruk Gun - Maylada Susri
- รวมกันเป็นหัวใจ / Ruam Gun Bpen Hua Jai - Mai Kitiwat

## Rating
- Tập 1: 4.12
- Tập 2: 4.91
- Tập 3: 4.8
- Tập 4: 4.88
- Tập 5: 4.64
- Tập 6: 4.99
- Tập 7: 5.24
- Tập 8: 4.3
- Tập 9: 4.48
- Tập 10: 4.2
- Tập 11: 4.77
- Tập 12: 4.87
- Tập 13: 5.74
- Tập 14: 5.82
- Tập 15: 6.74

Trung bình 4.97  (nguồn: CH7dramasociety official IG)